# Вітрифікація
Вітрифікація («склування», від лат. vitrum «скло» і лат. facio «роблю, перетворюю») — перехід рідини при зниженні температури в склоподібний стан.

## У хімії
Вітрифікація характерна для аморфних речовин і можлива, коли між елементарними частинками речовини (атомами, молекулами, блоками) утворюється достатня кількість зв'язків, що перевищує деяке порогове значення. У зв'язку з цим існує деяка порогова температура, названа температурою склування (Tg). Нижче Tg аморфна речовина оскловується і поводиться як тверде тіло, а вище Tg як рідке.
Вітрифікації часто розглядають як фазовий перехід другого роду, в якому переохолоджений розплав набуває структури скла і властивостей, аналогічних кристалічним твердим тілам. Вважається, що система хімічних зв'язків у вітрифікованому стані (склі) має розмірність Гаусдорфа — Безиковича таку ж, як в кристалах, — рівну трьом, а в розплавах вона фрактальна і дорівнює 2.55 ± 0.05.
Для вітрифікації необхідно уникнути утворення кристалічної фази при охолодженні. Практично будь-який розплав можна вітрифікувати, тобто перевести в склоподібний стан. Деякі розплави (зі склувальних речовин) не вимагають для цього швидкого охолодження. Навпаки, розплави металів вимагають для вітрифікації надзвичайно швидкого охолодження.